# Prêtre (film)
Pour les articles homonymes, voir Prêtre.
Pour plus de détails, voir Fiche technique et Distribution.
Prêtre (Priest) est un film britannique anticlérical réalisé par Antonia Bird et sorti en 1994.

## Synopsis
Le père Greg Pilkington est un jeune prêtre nouvellement affecté à la paroisse de St. Mary dans le centre-ville de Liverpool. Il est surpris de découvrir que le Père Matthew Thomas, qu'il est venu assister, est engagé dans une relation sexuelle avec la gouvernante du presbytère, Maria Kerrigan. En outre, le Père Thomas est un radical de gauche et un partisan affiché de la théologie de la libération. Cela le conduit à des affrontements constants et des querelles avec l'évêque, qui cependant apprécie ses capacités.
De par son conservatisme traditionnel et ses croyances religieuses, le jeune prêtre est choqué par le mépris du vœu de célibat du vieux prêtre. Aussi, il se bat lui-même avec ses propres pulsions homosexuelles, surtout après avoir rencontré Graham dans un bar gay local et que les deux aient passé la nuit ensemble.
Pendant ce temps, une étudiante, Lisa Unsworth lui confie qu'elle est abusée sexuellement par son père, qui confirme son histoire. Les deux révélations ont été faites dans le cadre du confessionnal. De ce fait, le père Greg est tenu d'honorer la sainteté du sacrement et de ne pas révéler ce qu'il sait. Il essaie d'avertir la mère de surveiller sa fille de près, mais la femme, naïve, croit que celle-ci est en sécurité lorsqu'elle est sous la garde de son mari.
Quand Mme Unsworth découvre que son mari abuse de Lisa et que le prêtre savait ce qui se passait, elle le gifle. Le désarroi du prêtre atteint son comble quand il est arrêté pour avoir eu des rapports sexuels avec Graham dans une voiture garée. Quand il plaide coupable, l'histoire arrive en première page du journal local et, incapable de faire face à ses paroissiens, le père Greg se réfugie dans une paroisse rurale éloignée. Le Père Matthew le convainc de revenir à Saint-Mary, et les deux président à une messe, perturbée par les protestations de ceux qui s'opposent à la présence du Père Greg dans le chœur. Le Père Matthew exige que les trouble-fêtes quittent la chapelle. Les deux prêtres commencent alors à distribuer l'Eucharistie, mais les autres paroissiens ignorent le Père Greg et se rangent pour recevoir la communion du Père Matthew. Lisa s'approche enfin du jeune prêtre, et les deux tombent dans les bras l'un de l'autre, sanglotant.

## Fiche technique
- Titre original : Priest
- Titre français : Prêtre
- Réalisation : Antonia Bird
- Scénario : Jimmy McGovern, Cecilia Coleshaw
- Direction artistique : Sue Pow
- Décors : Raymond Langhorn
- Costumes : Jill Taylor
- Photographie : Fred Tammes
- Son : Dennis Cartwright
- Montage : Susan Spivey
- Musique : Andy Roberts
- Production : George Faber, Josephine Ward
- Sociétés de production : BBC Films (Royaume-Uni), Polygram Filmed Entertainment (Royaume-Uni), Miramax Films, Electric Pictures, Distant Horizon Corporation
- Sociétés de distribution : ARP Sélection (France), Pathé Image (France), Electric Pictures/Contemporary Films Ltd (Royaume-Uni), Alternative Films, Miramax Home Entertainment (États-Unis)
- Budget : 6 155 000 £ (7,3 M€, estimation)
- Pays d'origine :  Royaume-Uni
- Langue originale : anglais
- Format : couleur — 35 mm — 1.66:1 — son Dolby SR
- Genre : drame
- Durée : 110 minutes[1]
- Dates de sortie :
  -  12 septembre 1994 (Festival international du film de Toronto)
  -  17 mars 1995
  -  12 avril 1995[1]
- (fr) Classifications CNC : tous publics, Art et Essai (visa d'exploitation no 87621 délivré le 21 mars 1995)

## Distribution
- Linus Roache : le père Greg Pilkington
- Tom Wilkinson : le père Matthew Thomas
- Robert Carlyle : Graham
- Cathy Tyson (en) : Maria Kerrigan
- James Ellis : le père Ellerton
- Lesley Sharp : Madame Unsworth
- Robert Pugh : Monsieur Unsworth
- Christine Tremarco : Lisa Unsworth

## Production

### Tournage
Extérieurs : Blundellsands/Merseyside, Liverpool, Londres, Manchester (Royaume-Uni).

### Musiques et chansons
- Green Green Grass Of Home (en), paroles et musique de Curly Putman, interprétée par Tom Wilkinson
- Ay Paloma, musique traditionnelle andine, arrangements de Mauricio Venegas
- Quiaquenita, musique traditionnelle andine, arrangements de Mauricio Venegas
- Great Balls of Fire, paroles et musique d'Otis Blackwell et Jack Hammer
- He Ain't Heavy, He's My Brother, paroles et musique de Bobby Scott et Bob Russel
- The Fields of Athenry, paroles et musique de Pete St. John
- Googy The Liverpool Duck, paroles et musique de Don Woods
- Anyone Who Had a Heart, paroles de Hal David et musique de Burt Bacharach, interprétée par Dusty Springfield
- You'll Never Walk Alone, paroles d'Oscar Hammerstein II et musique de Richard Rodgers
- Let's All Join Together, d'Andy Ford

## Distinctions

### Récompenses
- Festival international du film d'Édimbourg 1994 : The Michael Powell Award for Best New British Feature Film.
- Festival international du film de Toronto 1994 : prix du public à Antonia Bird.
- Berlinale 1995 : Teddy Award à Antonia Bird et prix FIPRESCI de la Berlinale (panorama)

### Nominations
- BAFTA Awards 1995 : George Faber, Josephine Ward (producteurs) et Antonia Bird nommés pour l'Alexander Korda Award du meilleur film britannique
- Chlotrudis Society for Independent Film 1996 : Linus Roache nommé pour le prix du meilleur acteur